# Yann Polydore
Yann Polydore (* 2. Februar 1989 in Französisch-Guayana) ist ein französischer Handballspieler.

## Karriere
Der 1,90 m große rechte Rückraumspieler kam 2005 über den Atlantik und spielte in der Jugendabteilung in Massy, gleichzeitig sammelte er erste Erfahrung bei den Erwachsenen bei Châtenay-Malabry in der dritten französischen Liga. 2007 wechselte der Linkshänder zum Zweitligisten Dijon Bourgogne HB, mit dem er 2009 in die Division 1 aufstieg. Nachdem er 2011 absteigen musste, schloss er sich HBC Nantes an, mit dem er im EHF-Pokal 2011/12 die dritte Runde erreichte. Sowohl im Pokal als auch im Ligapokal 2011/12 scheiterte er erst im Halbfinale. Daraufhin unterschrieb er bei Cesson-Rennes Métropole HB. 2013 ging er in die zweite Liga zurück zu Grand Nancy ASPTT HB. In der Saison 2014/15 spielte er für den deutschen Verein HBW Balingen-Weilstetten. Anschließend wechselte er zum Zweitligisten HG Saarlouis. Ab der Saison 2018/19 lief er für den Landesligisten TG Heidingsfeld auf. Nach dem Aufstieg in die Bayernliga verließ er den Verein 2019 wieder. Daraufhin wechselte Polydore nach Frankreich zu CO Vernouillet, wo zur selben Zeit sein Vater Denis Trainer wurde.